# Edy Schmid
Eduard "Edy" Schmid (3 de maio de 1911 - 25 de setembro de 2000) foi um handebolista de campo suíço, medalhista olímpico.
Fez parte do elenco do bronze olímpico de handebol de campo nas Olimpíadas de Berlim de 1936.